# Box-office 1988 au Canada et aux États-Unis
Cet article traite du box-office de 1988 au Canada et aux États-Unis.

## Classement
| Rang | Titre                                   | Pays                                | Réalisateur      | Budget en USD | Recettes      |
| ---- | --------------------------------------- | ----------------------------------- | ---------------- | ------------- | ------------- |
| 1.   | Rain Man                                | États-Unis d'Amérique               | Barry Levinson   |               | 172 825 435 $ |
| 2.   | Qui veut la peau de Roger Rabbit        | États-Unis d'Amérique               | Robert Zemeckis  |               | 156 452 370 $ |
| 3.   | Un prince à New York                    | États-Unis d'Amérique               | John Landis      |               | 128 152 301 $ |
| 4.   | Big                                     | États-Unis d'Amérique               | Penny Marshall   |               | 114 968 774 $ |
| 5.   | Jumeaux                                 | États-Unis d'Amérique               | Ivan Reitman     |               | 111 938 388 $ |
| 6.   | Crocodile Dundee 2                      | Australie                           | Paul Hogan       |               | 109 306 210 $ |
| 7.   | Die Hard : Piège de cristal             | États-Unis d'Amérique               | John McTiernan   |               | 83 008 852 $  |
| 8.   | Y a-t-il un flic pour sauver la reine ? | États-Unis d'Amérique               | David Zucker     |               | 78 756 177 $  |
| 9.   | Cocktail                                | États-Unis d'Amérique               | Roger Donaldson  | 35 000 000    | 78 222 753 $  |
| 10.  | Beetlejuice                             | États-Unis d'Amérique               | Tim Burton       | 15 000 000    | 73 707 461 $  |
| 11.  | Working Girl                            | États-Unis d'Amérique               | Mike Nichols     |               | 63 779 477 $  |
| 12.  | Un poisson nommé Wanda                  | États-Unis d'Amérique · Royaume-Uni | Charles Crichton |               | 62 493 712 $  |
| 13.  | Fantômes en fête                        | États-Unis d'Amérique               | Richard Donner   |               | 60 328 558 $  |
| 14.  | Willow                                  | États-Unis d'Amérique               | Ron Howard       |               | 57 269 863 $  |
| 15.  | Au fil de la vie                        | États-Unis d'Amérique               | Garry Marshall   |               | 57 041 866 $  |
| 16.  | Rambo 3                                 | États-Unis d'Amérique               | Peter MacDonald  | 63 000 000    | 53 715 611 $  |
| 17.  | Oliver et Compagnie                     | États-Unis d'Amérique               | George Scribner  |               | 53 279 055 $  |
| 18.  | Duo à trois                             | États-Unis d'Amérique               | Ron Shelton      |               | 50 888 729 $  |